# دی‌ان‌ای (فیلم ۲۰۲۰)
دی‌ان‌ای (فرانسوی: ADN‎) یک فیلم درام فرانسوی آینده (آماده اکران) به کارگردانی مایوین است. بازیگران اصلی فیلم لویی گارل، مارین واکت، فنی اردان و دیلن رابرت می‌باشند.
این فیلم قرار بود در ماه مه سال ۲۰۲۰ در جشنواره کن به نمایش برتر برسد اما این جشنواره به دلیل دنیاگیری کروناویروس لغو شد.   این فیلم قرار است در تاریخ ۲۸ اکتبر ۲۰۲۰ منتشر شود. 